# Leopold Ludwig von Anhalt
Leopold Ludwig von Anhalt (* 28. Februar 1729 in Kleckewitz; † 28. April 1795 in Liegnitz) war einer der Reichsgrafen von Anhalt aus dem Hause der Askanier und preußischer General.

## Leben
Leopold Ludwig war ein Sohn des Erbprinzen Wilhelm Gustav von Anhalt-Dessau (1699–1737) aus dessen morganatischer Ehe mit Johanne Sophie Herre (1706–1795). Die Ehe seiner Eltern wurde erst auf dem Totenbett des Vaters seinem Großvater Fürst Leopold I. gestanden. Die anempfohlenen Kinder dieser Ehe lebten zu jener Zeit auf Gut Kleckewitz bei Raguhn und der fürstliche Großvater holte lediglich den ältesten Bruder Leopold Ludwigs an den Dessauer Hof.
Der jüngere Bruder seines Vaters Fürst Leopold II. veranlasste 1749 Kaiser Franz I., die Witwe und ihre Kinder als Gräfinnen und Grafen von Anhalt in den Reichsgrafenstand zu erheben.
Leopold Ludwig nahm in der preußischen Armee an den Feldzügen des Zweiten Schlesischen Krieges teil und kämpfte in den Schlachten von Kesselsdorf, Lobositz und Prag. Dort schwer verwundet, musste er fortan hinken. Im Dezember 1759 gefangen und 1760 durch Auswechslung auf das Ehrenwort entlassen, aus dem Krieg auszuscheiden, kehrte er nach Dessau zurück. Im preußischen Kriegsdienst wurde der als tapfer aber streng beschrieben. Von Friedrich dem Großen besonders geschätzt, erhielt er 1774 den Pour le Mérite, stieg 1785 zum Generalleutnant und Generalinspekteur der niederschlesischen Infanterie auf. Auch Friedrich Wilhelm II., der Leopold Ludwig die Bekanntschaft mit seiner späteren Lebensgefährtin Wilhelmine Enke verdankte, bewies ihm „besonderes Vertrauen“. Er verlieh ihm 1787 den Schwarzen, 1792 den Roten Adlerorden und beförderte ihn 1794 zum General der Infanterie.

## Familie
Aus seiner 1763 geschlossenen Ehe mit Karoline von Printzen (1734–1799) hatte Leopold Ludwig eine Tochter: Wilhelmine Sophie Karoline (1765–1804). Sie war Anwärterin auf das Äbtissinnenamt des Damenstifts Mosigkau, als sie sich 1795 mit Sekondeleutnant Julius Friedrich von Bongé, Herr auf Kriegnitz († 1820) vermählte.